# Horňa
Horňa est un village de Slovaquie situé dans la région de Košice.

## Histoire
Première mention écrite du village en 1417.

## Démographie

### Évolution de la population
| Année:               | 1994. | 2004.   | 2014.   | 2024.   |
| -------------------- | ----- | ------- | ------- | ------- |
| Nombre de personnes: | 382   | 388     | 355     | 325     |
| Différence:          |       | +1,57 % | -8,50 % | -8,45 % |

| Année:               | 2023. | 2024.   |
| -------------------- | ----- | ------- |
| Nombre de personnes: | 322   | 325     |
| Différence:          |       | +0,93 % |

## Politique
| Nom      | Parti politique      | Date de l'élection | Fin du mandat |
| -------- | -------------------- | ------------------ | ------------- |
| Ján Pšak | Candidat indépendant | 02.12.2006         | Déc. 2010     |